# Colonia (États-Unis)
Pour les articles homonymes, voir Colonia (homonymie).
Une colonia est une ville informelle aux États-Unis. Les colonias sont généralement situées à moins de 100 km de la frontière avec le Mexique, et une grande majorité d'entre elles sont implantées dans l'État du Texas. Les habitations formant les colonias sont généralement dépourvues d'infrastructures, et n'ont souvent pas accès à l'eau potable ou au tout-à-l'égout.
Accueillant des travailleurs agricoles immigrés à partir des années 1950-1960, les colonias se sont fortement développées dans les années 1990 à la suite du traité de libre-échange entre les États-Unis et le Mexique, et le développement des maquiladoras. Aujourd'hui, elles abritent une majorité de latino-américains ayant la nationalité américaine.